# Allá en el Rancho Grande (película de 1936)
Allá en el Rancho Grande es una película mexicana de drama romántico mexicana de 1936, dirigida por Fernando de Fuentes y protagonizada por Tito Guízar y Esther Fernández. Está cinta es considerada como la iniciadora de la Época de Oro del cine mexicano, así como la película que inició el género cinematográfico de comedia ranchera.

## Argumento
Tras la muerte de su padre, el bondadoso hacendado Felipe se convierte en el nuevo dueño de Rancho Grande. Como una muestra de lealtad y gratitud, nombra caporal a su amigo de la infancia, José Francisco un mediero que ha trabajado con dedicación en la hacienda.
Sin embargo, esta decisión desata la envidia y el resentimiento de Martín otro trabajador de la hacienda que ambiciona el puesto y, además, está obsesionado con la asmática Crucita la joven de la que José Francisco está enamorado y con quien mantiene una relación.
Los problemas comienzan cuando Felipe, aprovechando la ausencia de José Francisco, intenta hacer valer el antiguo y repudiado derecho de pernada sobre Crucita. Pero, antes de que pueda llevar a cabo su abuso, descubre que la joven es la prometida de su fiel caporal.
El rumor sobre la supuesta afrenta a la honra de Crucita llega a oídos de José Francisco, quien, cegado por la furia y el amor que siente por ella, está dispuesto a matar al patrón. Sin embargo, antes de que el enfrentamiento se concrete, todo se esclarece y se evita la tragedia.
La historia culmina con una gran celebración en la que se realizan múltiples bodas: José Francisco se casa con su amada Crucita, Felipe encuentra el amor en Margarita, don Nabor se une con Eulalia, y Florentino contrae matrimonio con Ángela.
Es un drama que combina romance, celos, honor y tradición, ambientado en el México rural, con un desenlace que enfatiza el amor, la justicia y la amistad por encima de las diferencias sociales.

## Reparto
- Tito Guízar como José Francisco
- Esther Fernández como Crucita
- René Cardona como Felipe
- Lorenzo Barcelata como Martín
- Emma Roldán como Angela
- Carlos López «Chaflán» como Florentino
- Margarita Cortés como Eulalia
- Dolores Camarillo como Marcelina
- Manolo Noriega como Don Rosendo
- Hernán Vera como Venancio
- Alfonso Sánchez Tello como Don Nabor

### Con personajes desconocidos
- Armando Alemán
- Gaspar Nuñez
- Lucha Avila

## Canciones
- «Allá en el Rancho Grande», escrita por Silvano Ramos e interpretada por Tito Guízar
- «Canción de Mixteca», escrita por José López Alavés e interpretada por Esther Fernández
- «Presumida», escrita por Lorenzo Barcelata
- «Lucha María», escrita por Lorenzo Barcelata e interpretada por Tito Guízar
- «Por ti aprendí a querer», escrita por Lorenzo Barcelata e interpretada por Tito Guízar
- «Amenecer ranchero», escrita por Lorenzo Barcelata e interpretada por Tito Guízar and Lorenzo Barcelata
- «Coplas de Huapango», escrita por Lorenzo Barcelata e interpretada por Tito Guízar y Lorenzo Barcelata
- «Jarabe tapatío», escrita por Jesús González Rubio e interpretada por Emilio Fernández y Olga Falcón